# الدوري الإسباني الدرجة الثانية 1961–62
دوري الدرجة الثانية الإسباني 1961–62 (بالإسبانية: Segunda División de España 1961-62)‏ هو موسم من دوري الدرجة الثانية الإسباني. فاز فيه ديبورتيفو لاكورونيا.